# Werkvergunning
Een werkvergunning heeft meerdere betekenissen:
- een tewerkstellingsvergunning. Deze is nodig om in een bepaald land te mogen werken. Destijds in Nederland geregeld in de Wet arbeid buitenlandse werknemers (Wabw[1]), nu in de Wet arbeid vreemdelingen (Wav[2]). Voor bepaalde groepen werknemers wordt de verblijfsvergunning gecombineerd met een werkvergunning - de gecombineerde vergunning voor verblijf en arbeid (GVVA). In België is de Arbeidskaart het bewijs van de werkvergunning voor mensen van buiten de Europese arbeidsmarkt.[3]
- een toelating om een bepaalde taak te mogen uitvoeren, ook permit to work genoemd.

De werkvergunning is een systeem dat in de industrie gebruikt wordt om voorwaarden vast te leggen waarmee aan of nabij procesinstallaties wordt gewerkt, zodat lichamelijk letsel en materiële schade voorkomen kunnen worden. Meestal bestaan er verschillende soorten work permits, zoals werken met hittepunt (brand- en explosiegevaar), betreden van besloten ruimtes, graafvergunning (gevaar op beschadigen ondergrondse leidingen). Binnen de Rotterdamse Haven is een uniforme werkvergunningprocedure in gebruik, de Deltalinqs werkvergunning. Een werkvergunning is typisch voor een beperkte duur geldig. Een uitzondering hierop kan slechts worden gemaakt voor niet-installatiegebonden, geplande laag-risico werkzaamheden, zoals schoonmaak, hovenierswerk etc. Bij een brand- of ander alarm vervallen alle vergunningen automatisch, omdat eerst bekeken moet worden of de situatie daarna weer veilig is, en of een van de werkzaamheden niet de oorzaak van het alarm was.